# 俠探特攻：全面追緝
《俠探特攻：全面追緝》（英語：Detective Knight: Rogue，或簡稱）是一部2022年美國動作驚悚片，由愛德華·德瑞克執導並與柯瑞·拉吉合作編劇，布魯斯·威利、勞區·繆洛和吉米·路易士主演。本片為《俠探特攻》系列電影的首部作品，講述洛杉磯警探詹姆斯·奈特（James Knight）的搭檔在萬聖夜前不久遭蒙面武裝劫匪重傷，奈特誓死追查罪犯，同時面對自己不為人知的過往。
《俠探特攻：全面追緝》2022年10月21日在美國採有限上映及VOD發行，2022年11月29日以DVD和藍光形式發行。兩部續集《俠探特攻：贖罪行動》和《俠探特攻：驚爆獨立日》分別於2022年12月、2023年發行。

## 演員
- 布魯斯·威利飾演詹姆斯·愛德華·奈特警探（Detective James Edward Knight）[4]
- 勞區·繆洛飾演艾瑞克·費茲傑拉德（Eric Fitzgerald）
- 吉米·路易士（英语：Jimmy Jean-Louis）飾演高德溫·弗倫索·桑戈（Godwin Frensaw Sango）
- 博·米爾喬夫飾演凱西·羅茲（Casey Rhodes）
- 麥可·艾克隆（英语：Michael Eklund）飾演阿利斯泰爾·溫納·溫弗萊德（Alistair Winna Winfred）
- 崔佛·格雷茨基（Trevor Gretzky）飾演麥可·羅切斯特（Michael Rochester）
- 柯瑞·拉吉飾演安德魯·默瑟（Andrew Mercer）
- 约翰尼·梅辛纳飾演布里加（Brigga）
- 寇帝·柯爾斯利（英语：Cody Kearsley）飾演達隆（Dajon）
- 杭特·戴利（Hunter Daily）飾演莉莉（Lily）
- 愛麗絲·寇默（Alice Comer）飾演克拉拉（Clara）

## 外部連結
- 官方网站
- 互联网电影数据库（IMDb）上《俠探特攻：全面追緝》的资料（英文）